# Saison 2005 des Indians de Cleveland
La Saison 2005 des Indians de Cleveland est la 105e saison en ligue majeure pour cette franchise.

## Saison régulière

### Classement
| AL Central         | V  | D   | Pct. | GB |
| ------------------ | -- | --- | ---- | -- |
| Chicago White Sox  | 99 | 63  | .611 | -- |
| Cleveland Indians  | 93 | 69  | .574 | 6  |
| Minnesota Twins    | 83 | 79  | .512 | 16 |
| Detroit Tigers     | 71 | 91  | .438 | 28 |
| Kansas City Royals | 56 | 106 | .346 | 43 |